# 1900 au Manitoba
Chronologie du Manitoba
- 1896
- 1897
- 1898
- 1899
- 1900
- 1901
- 1902
- 1903
- 1904

Cette page concerne des événements d'actualité qui se sont produits durant l'année 1900 dans la province canadienne du Manitoba.

## Politique

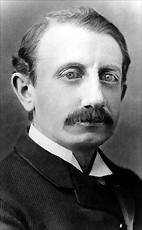
Hugh John Macdonald

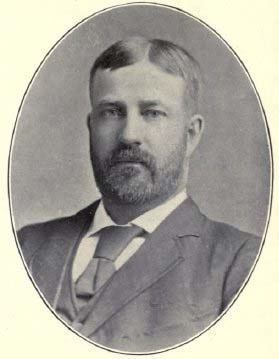
Rodmond Palen Roblin

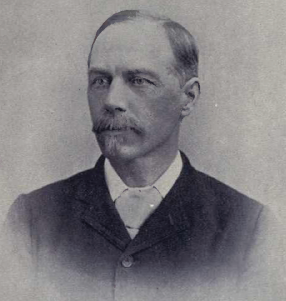
Daniel Hunter McMillan

- Premier ministre : Thomas Greenway puis Hugh John Macdonald et Rodmond Palen Roblin
- Chef de l'Opposition :
- Lieutenant-gouverneur : James Colebrooke Patterson puis Daniel Hunter McMillan
- Législature :

## Naissances
- 6 janvier : Haldor « Slim » Halderson (né à Winnipeg — mort le 1er août 1965), était un joueur professionnel canadien de hockey sur glace qui évoluait au poste d'ailier droit.

- 25 juin : Gerald Drayson Adams est un scénariste britannique né à Winnipeg (Canada), décédé le 23 août 1988 à Las Cruces (États-Unis).